# Benedicto Dantas
Benedicto Dantas (ur. ?, zm. ?) – piłkarz brazylijski grający na pozycji napastnika.

## Kariera klubowa
Benedicto Dantas występował w klubiach Bangu AC i Botafogo FR.

## Kariera reprezentacyjna
W oficjalnej reprezentacji Brazylii Benedicto Dantas zadebiutował 7 stycznia 1917 w zremisowanym 0-0 meczu z urugwajskim klubem Dublin Montevideo. Był to jego jedyny występ w reprezentacji.